# Lunca Bârzavei
Lunca Bârzavei este o arie protejată (arie de protecție specială avifaunistică — SPA) din România întinsă pe o suprafață de 2.387,5 ha, integral pe uscat.

## Localizare
Aria naturală se întinde în extremitatea sud-vestică a județului Timiș, pe teritoriile administrative ale comunelor Banloc și Denta. Centrul sitului Lunca Bârzavei este situat la coordonatele 45°20′42″N 21°09′50″E / 45.345114°N 21.163789°E.

## Înființare
Situl Lunca Bârzavei (ROSPA0127) a fost declarat arie de protecție specială avifaunistică în octombrie 2011 pentru a proteja 11 specii de animale.

## Biodiversitate
Situată în ecoregiunea panonică, aria protejată nu include niciun habitat protejat.
La baza desemnării sitului se află mai multe specii protejate de  păsări (11): rață roșie (Aythya nyroca), șorecar mare (Buteo rufinus), barză albă (Ciconia ciconia), barză neagră (Ciconia nigra), egretă mică (Egretta garzetta), șoim dunărean (Falco cherrug), vânturel de seară (Falco vespertinus), codalb (Haliaeetus albicilla), piciorong (Himantopus himantopus), bătăuș (Philomachus pugnax), fluierar de mlaștină (Tringa glareola).